# بوب ديكسون
بوب ديكسون (بالإنجليزية: Bob Dixon)‏ (30 أغسطس 1904 في المملكة المتحدة - 1980 في تركيا) هو لاعب كرة قدم بريطاني (وحمل سابقاً جنسية المملكة المتحدة لبريطانيا العظمى وأيرلندا) في مركز حراسة المرمى. لعب مع ستوك سيتي ووست هام يونايتد وWest Stanley F.C. ‏.